# 博讷维尔和圣阿维德菲马迪耶尔
博讷维尔和圣阿维德菲马迪耶尔（法語：Bonneville-et-Saint-Avit-de-Fumadières，法語發音：[bɔnvil e sɛ̃.t‿avi də fymadjɛʁ]）是法国多尔多涅省的一个市镇，位于该省西南部，属于贝尔热拉克区。

## 地理
博讷维尔和圣阿维德菲马迪耶尔（44°52'57"N, 0°4'48"E）面积7.04 平方千米，位于法国新阿基坦大区多爾多涅省，该省份为法国西南部内陆省份，是法國本土面积第三大的省，大致对应佩里戈尔地区，北起顺时针与夏朗德省、上维埃纳省、科雷兹省、洛特省、洛特-加龙省、吉倫特省和滨海夏朗德省接壤。
与博讷维尔和圣阿维德菲马迪耶尔接壤的市镇（或旧市镇、城区）包括：蒙佩鲁、蒙卡雷、圣维维安、韦利讷。

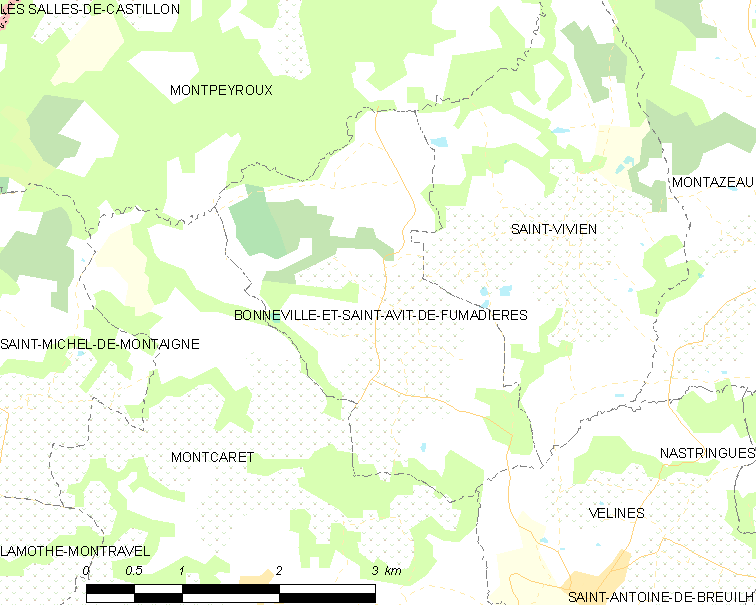
博讷维尔和圣阿维德菲马迪耶尔的OSM定位图

博讷维尔和圣阿维德菲马迪耶尔的时区为UTC+01:00、UTC+02:00（夏令时）。

## 行政
博讷维尔和圣阿维德菲马迪耶尔的邮政编码为24230，INSEE市镇编码为24048。

## 政治
博讷维尔和圣阿维德菲马迪耶尔所属的省级选区为蒙泰涅和居尔松地区县。

## 人口

1962-2008年间博讷维尔和圣阿维德菲马迪耶尔人口变化图示

博讷维尔和圣阿维德菲马迪耶尔于2022年1月1日时的人口数量为302人。